# Darwinsches Paradoxon
Der Begriff darwinsches Paradoxon (englisch: Darwin's paradox) wird in verschiedenen Zusammenhängen gebraucht, um echte oder vermeintliche Widersprüche in der von Charles Darwin begründeten Evolutionstheorie zu beschreiben.

## Evolution
Darwin selbst war bereits erstaunt über den von ihm während der Reise auf der Beagle beobachteten extremen Artenreichtum (Biodiversität) der tropischen Meere, deren Nährstoffgehalt relativ gering ist. In Korallenriffen können über 100 000 verschiedene Spezies gefunden werden; die Konzentration von Plankton und gelösten Nährstoffen ist dagegen sehr niedrig. Dieser Widerspruch wird in der Wissenschaft als darwinsches Paradoxon referiert. Meeresbiologen verfolgen verschiedene Theorien, um ihn aufzulösen.
Doch auch Krankheiten werden von Forschern untersucht, um mögliche Vorteile zu finden, die deren Nachteile neutralisieren. Als Beispiel ist die Schizophrenie anzumerken. Sie erscheint (wie viele Krankheiten) nur nachteilig, doch nach Studien fanden Forscher heraus, dass Menschen, die von der Schizophrenie betroffen sind, kreativer und erfolgreicher bei der Partnersuche sind. Somit ergibt sich kein Nachteil, sondern etwas „Nichtschädliches“, wodurch diese Krankheit in der Evolution bestehen kann.

## Kreationismus
In der aktuellen politischen Diskussion verwenden Kreationisten den Begriff darwinsches Paradoxon polemisch, um verschiedene Erscheinungen zu beschreiben, die in ihren Augen Widersprüche zur Evolutionstheorie darstellen.  Nach Ansicht der Kreationisten behauptet Darwins Theorie, dass Eigenschaften der Arten die Evolution nur überstehen, wenn sie einen messbaren Vorteil erbringen. Neutrale oder nachteilige Eigenschaften sollten verdrängt werden. Die Existenz von offensichtlich für die Vermehrung des Individuums nachteiligen Erbanlagen, wie der Anlage zu Krankheiten, oder der Homosexualität, widerlege darum die Evolutionstheorie. Es gibt auch zahlreiche Beispiele für Eigenschaften, die dem Individuum und der Art weder Vorteile noch Nachteile einbringen und dennoch erhalten blieben, etwa der Blinddarm oder die Ohrläppchen.
Biologen wenden ein, dass die molekularbiologische Repräsentation des Phänotyps extrem komplex ist. Gene für negative Eigenschaften können mit Genen gekoppelt sein, die die Widerstandskraft oder die Fruchtbarkeit erhöhen (z. B. haben weibliche Verwandte von homosexuellen Männern überdurchschnittlich viele Nachkommen; die Überträger der erblichen Blutkrankheit Sichelzellanämie sind gegen Malaria geschützt). Zahlreiche Eigenschaften kommen durch ein Zusammenspiel zahlreicher Einzelgene zustande.